# Kanton Tourcoing-Nord
Kanton Tourcoing-Nord (francouzsky Canton de Tourcoing-Nord) je francouzský kanton v departementu Nord v regionu Nord-Pas-de-Calais. Tvoří ho pět obcí.

## Obce kantonu
- Bousbecque
- Halluin
- Linselles
- Roncq
- Tourcoing (severní část)